# 莱斯 (莱里达省)
莱斯（西班牙語：Lés）是西班牙加泰罗尼亚莱里达省的一个市镇。 总面积23平方公里，总人口691人（2001年），人口密度30人/平方公里。